# 沙溪 (閩江)
沙溪，位于中华人民共和国福建省西部的一条河流，是闽江主源，发源于建宁县均口镇台田村东北的严峰山，向南流经宁化县水茜镇（此段也称水茜溪），至中沙乡练畲村溪口左纳东溪后转西南流（以下干流也称东溪），至宁化县城翠江镇右纳西溪后干流称翠江，转东南流，进入清流县后又称九龙溪，经安砂水库，于永安市转东北流，之后干流始称“沙溪”，流经三明市城区和沙县，于南平市延平区西芹镇坑底村沙溪口与富屯溪汇流入沙溪口水库。河长328千米，流域面积11793平方千米，河道平均比降0.8‰。

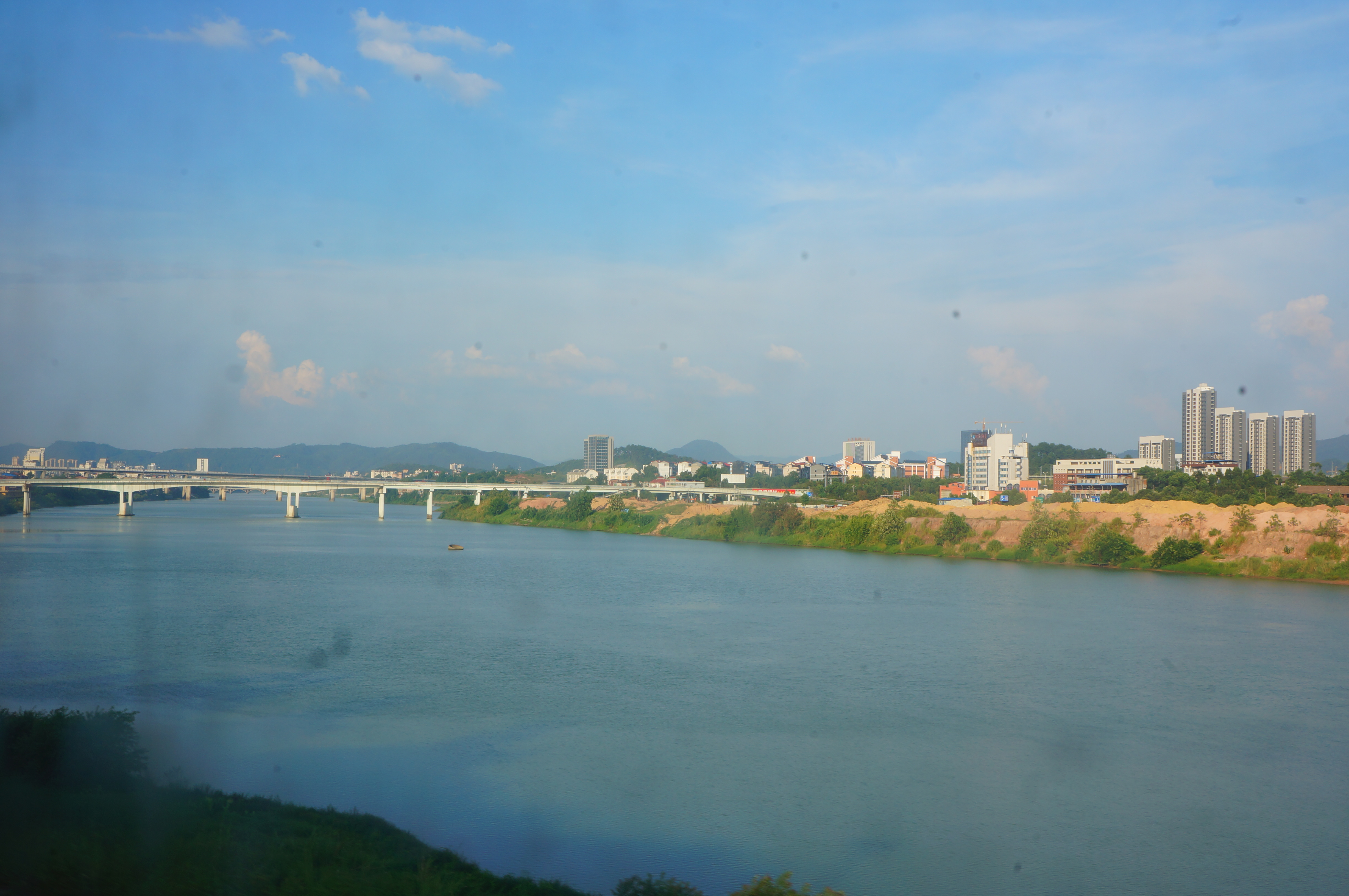
沙县河段
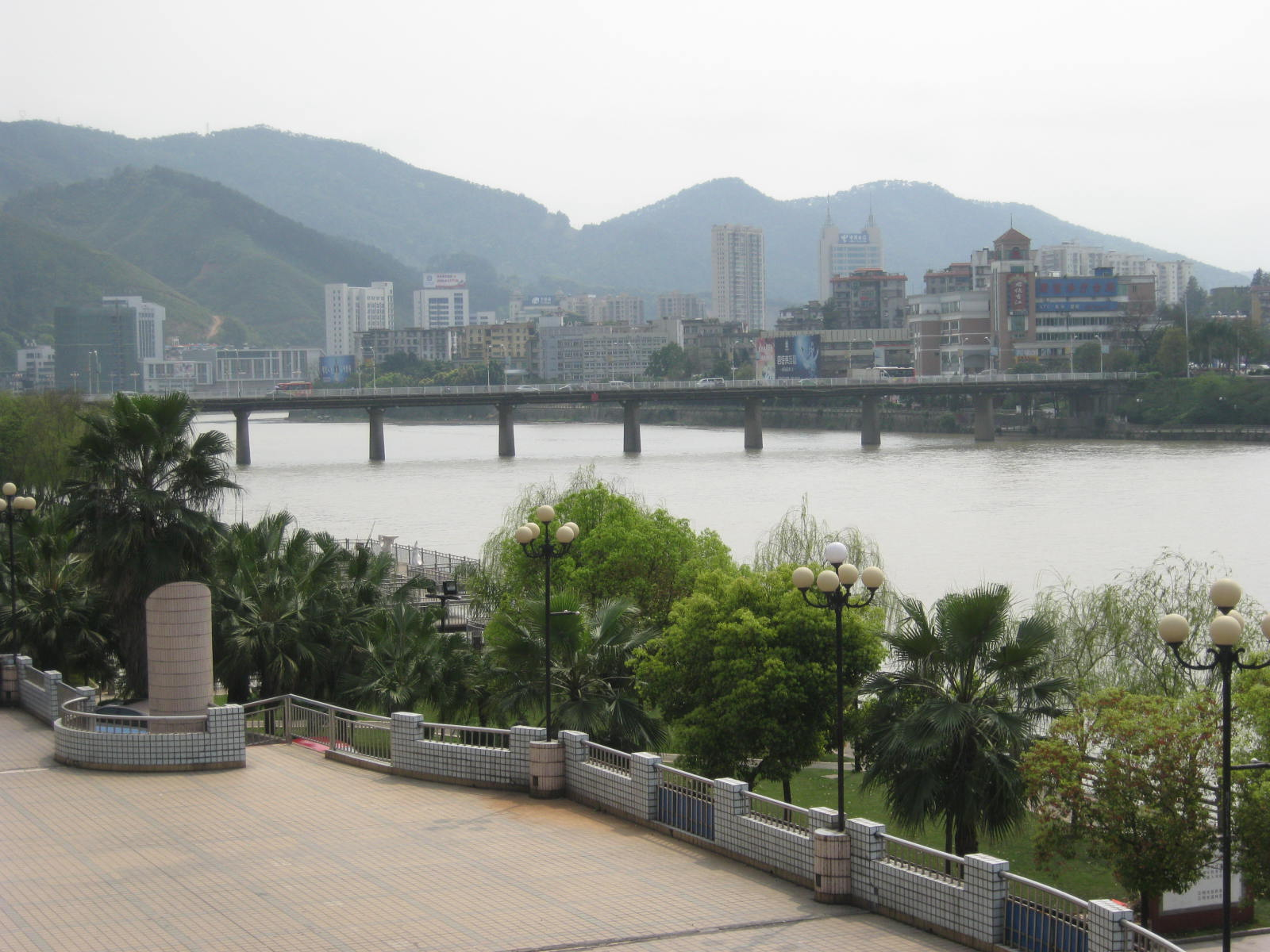
三明市河段
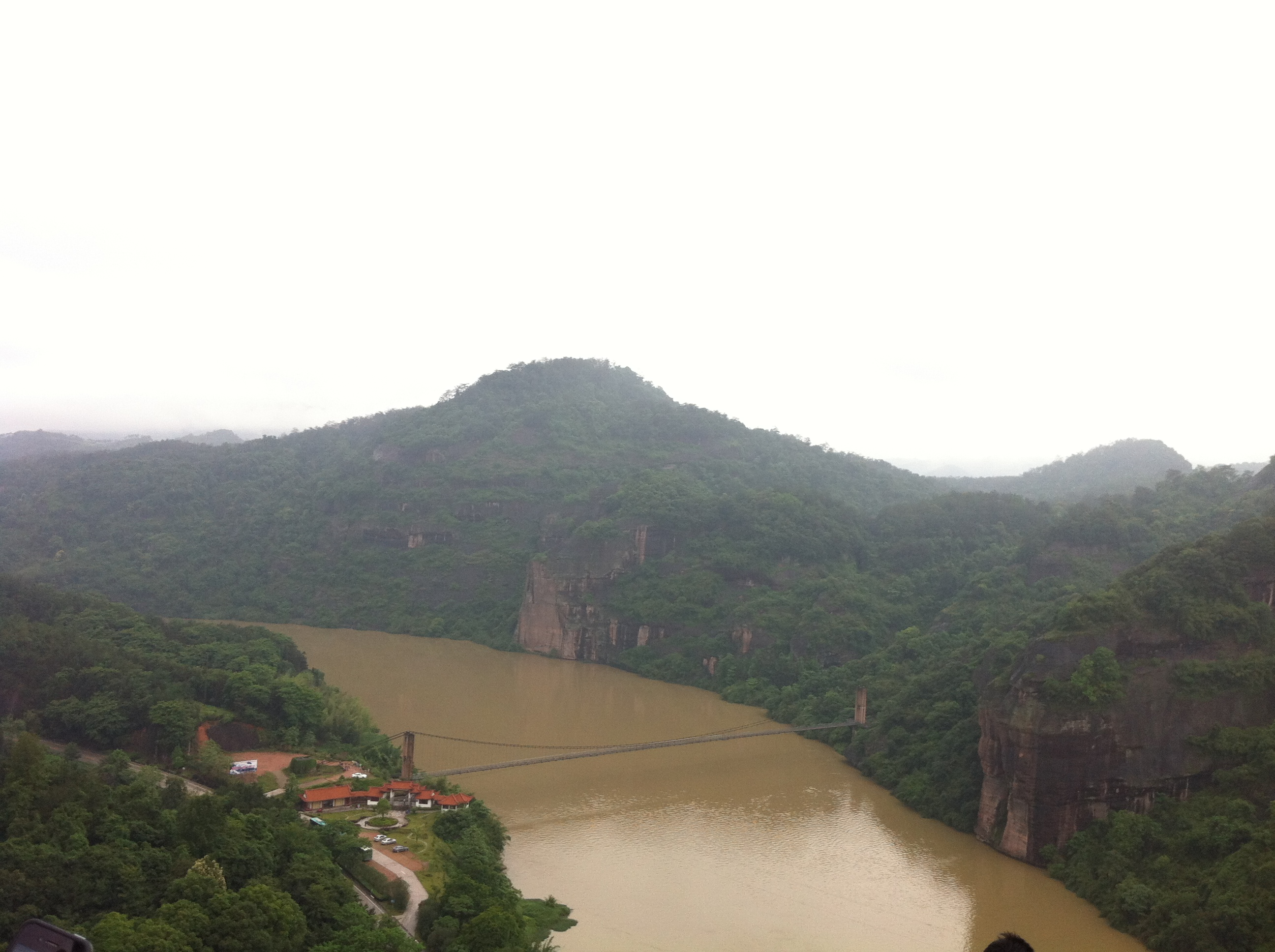
永安市桃源风景区河段
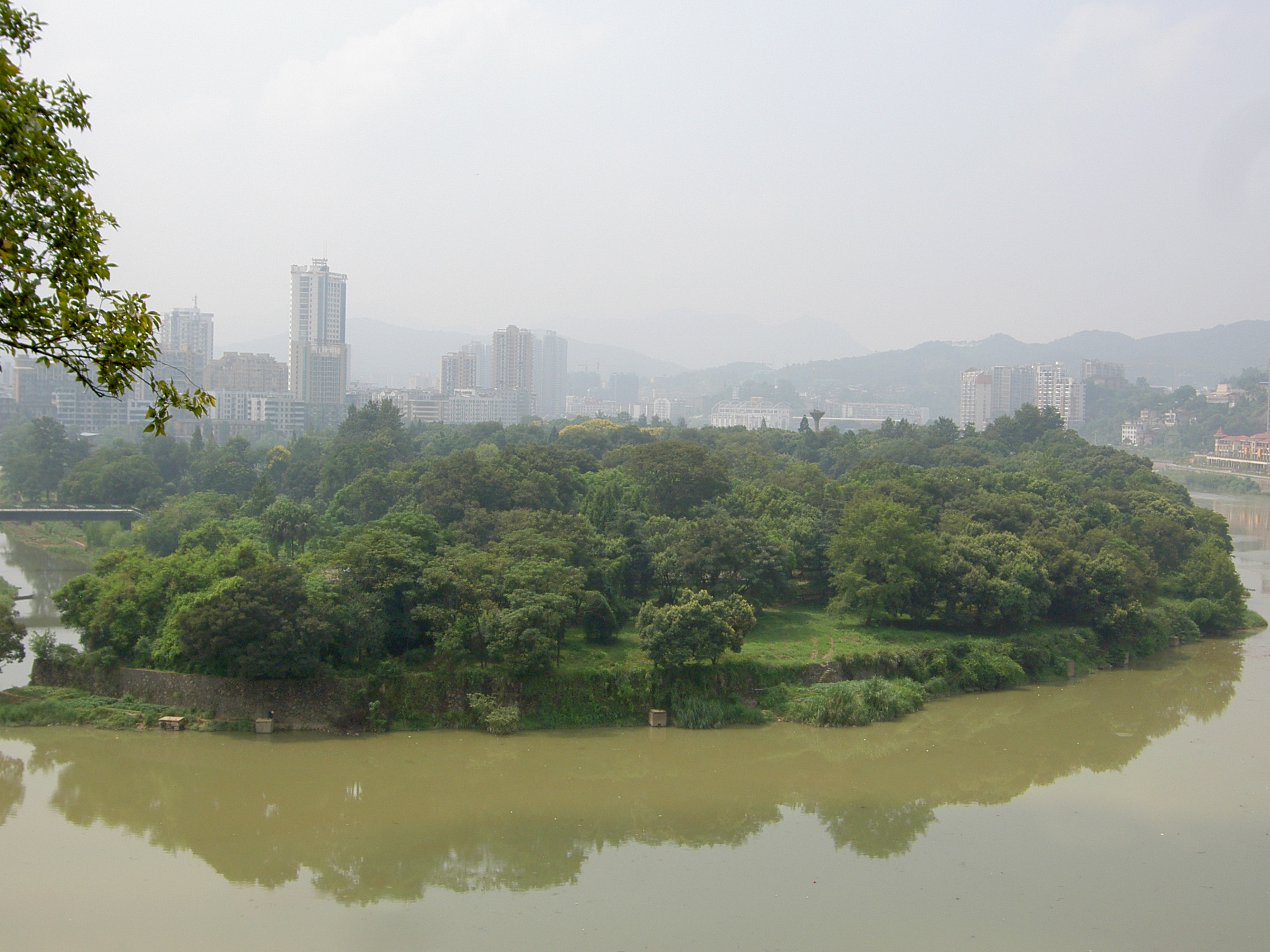
永安市龟山公园河段
上游宁化县翠江河段